# Carmen Arriagada
María del Carmen Thomasa del Rosario Arriagada García (Chillán Viejo, 1807 – Talca, 12 janvier 1888), plus connue sous le nom de Carmen Arriagada, est une écrivaine chilienne.  

## Biographie
Carmen Arriagada naît en 1807 à Chillán Viejo, dans la région de Ñuble, au sein d’une famille aristocratique. Elle est la fille de Pedro Ramón Arriagada, riche propriétaire terrien, et de Maria Antonia García. Son éducation se déroule à Santiago, avant qu’elle n’épouse un militaire allemand, Eduardo Gutike.  
À la mort de son père, elle s’établit avec son époux à Linares, sur les terres qu’elle hérite de lui. Plus tard, le couple s’installe à Talca, où elle réside jusqu’à la fin de ses jours.  
Pendant près de seize ans, Carmen Arriagada entretient une relation épistolaire avec le peintre romantique allemand Johann Moritz Rugendas, arrivé au Chili en 1834. Leur rencontre a lieu en 1835 à Talca, dans la demeure d’Isidora Zegers. Ses lettres, rédigées en français et en anglais, ne relèvent pas strictement de la sphère privée, mais semblent destinées à être partagées avec ses proches. La dernière lettre qu’il lui adresse date de 1849, tandis que sa dernière missive à lui remonte à 1851.  
L’ensemble de cette correspondance amoureuse est aujourd’hui conservé au Museo Histórico O’Higginiano (es) de Talca. Carmen Arriagada s’éteint à Talca, dans la région du Maule, le 12 janvier 1888.